# Liolaemus scorialis
Liolaemus scorialis — вид ігуаноподібних ящірок родини Liolaemidae. Ендемік Чилі. Описаний у 2015 році.

## Поширення й екологія
Liolaemus scorialis відомі з типової місцевості, що лежить за 7 км на північний захід від вулкана Антуко в регіоні Біобіо, поблизу озера Лагуна-дель-Лаха, на висоті 1450 м над рівнем моря.